# Велч (Техас)
Велч (англ. Welch) — переписна місцевість (CDP) в США, в окрузі Доусон штату Техас. Населення — 234 особи (2020).

## Географія
Велч розташований за координатами 32°56′1″ пн. ш. 102°7′23″ зх. д. / 32.93361° пн. ш. 102.12306° зх. д. (32.933613, -102.123194).  За даними Бюро перепису населення США в 2010 році переписна місцевість мала площу 3,78 км², з яких 3,78 км² — суходіл та 0,00 км² — водойми.

## Демографія
Згідно з переписом 2010 року, у переписній місцевості мешкали 222 особи в 78 домогосподарствах у складі 65 родин. Густота населення становила 59 осіб/км².  Було 102 помешкання (27/км²).
Расовий склад населення:
| - 79,3 % — білих - 2,7 % — чорних або афроамериканців - 17,1 % — осіб інших рас |

До двох чи більше рас належало 0,9 %. Частка іспаномовних становила 51,8 % від усіх жителів.
За віковим діапазоном населення розподілялося таким чином: 33,3 % — особи молодші 18 років, 50,9 % — особи у віці 18—64 років, 15,8 % — особи у віці 65 років та старші. Медіана віку мешканця становила 31,5 року. На 100 осіб жіночої статі у переписній місцевості припадало 103,7 чоловіків;  на 100 жінок у віці від 18 років та старших — 100,0 чоловіків також старших 18 років.
Середній дохід на одне домашнє господарство  становив 70 791 долар США (медіана — 61 250), а середній дохід на одну сім'ю — 82 606 доларів (медіана — 76 429). За межею бідності перебувало 4,7 % осіб, у тому числі 1,7 % дітей у віці до 18 років та 17,6 % осіб у віці 65 років та старших.
Цивільне працевлаштоване населення становило 88 осіб. Основні галузі зайнятості: освіта, охорона здоров'я та соціальна допомога — 26,1 %, сільське господарство, лісництво, риболовля — 23,9 %, роздрібна торгівля — 21,6 %.